# Uprising 2: Lead and Destroy
Uprising 2: Lead and Destroy est un jeu vidéo d'action et de stratégie développé par Cyclone Studios et édité par The 3DO Company, sorti en 1998 sur Windows.
Il fait suite à Uprising.

## Accueil
- Absolute Games : 80 %[1]
- Computer Gaming World : 3,5/5[2]